# مرضیه جعفری
مرضیه جعفری (زاده ۱ مهر ۱۳۶۱ در بم) مربی فوتبال اهل ایران است که هم‌اکنون هدایت تیم ملی فوتبال زنان ایران و باشگاه خاتون بم را بر عهده دارد.

## دوران مربی‌گری
از جعفری با توجه به داشتن ۱۱ قهرمانی و ۲ نایب‌قهرمانی در لیگ برتر فوتبال زنان ایران، به عنوان پرافتخارترین سرمربی فوتبال زنان در ایران نام برده می‌شود.

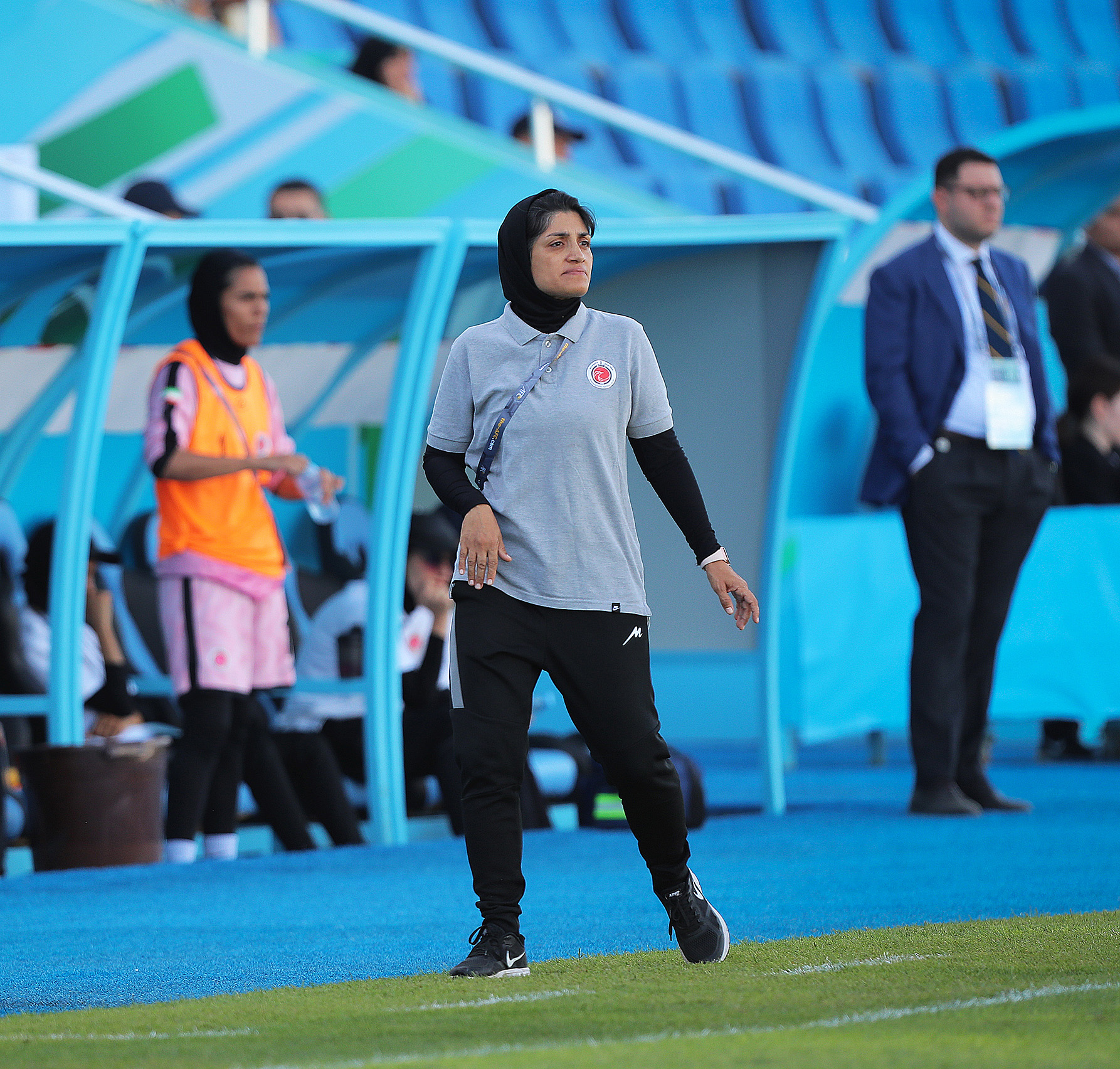
جعفری هنگام سرمربی‌گری خاتون بم در جام باشگاه‌های زنان آسیا ۲۰۲۲

## افتخارات دوران مربی‌گری

### خاتون بم
- لیگ برتر فوتبال زنان ایران
  - قهرمان (۱۱): ۹۱–۱۳۹۰، ۹۲–۱۳۹۱، ۹۳–۱۳۹۲، ۹۴–۱۳۹۳، ۹۷–۱۳۹۶، ۹۸–۱۳۹۷، ۹۹–۱۳۹۸، ۰۱–۱۴۰۰، ۰۲–۱۴۰۱، ۰۳-۱۴۰۲ ، ۱۴۰۳-۱۴۰۴
  - نایب قهرمان (۲): ۰۰–۱۳۹۹، ۹۶–۱۳۹۵
  - حضور در جمع ۸ تیم نهایی جام باشگاه های آسیا به همراه خاتون بم

## فهرست منابع
1. ↑  «Marziyeh Jafaribaravati - Soccer player profile & career statistics - Global Sports Archive». ar.globalsportsarchive.com. دریافت‌شده در ۲۰۲۳-۰۷-۱۹.
2. ↑  «Marziyeh Jafari Baravati :: Statistics :: Titles :: Titles (in-depth) :: Career :: Games :: News & Features :: Videos :: Photos :: playmakerstats.com». www.playmakerstats.com (به انگلیسی). دریافت‌شده در ۲۰۲۳-۰۷-۱۹.
3. ↑  «بم؛ شهری که در آن فوتبال زنان اولویت مردم است». روزنامه اعتماد. دریافت‌شده در ۲۰۲۳-۰۷-۱۹.
4. ↑  «مرضیه جعفری، پرافتخارترین مربی فوتبال زنان ایران، سرمربی تیم ملی زنان شد». ایران اینترنشنال. دریافت‌شده در ۲۰۲۵-۰۷-۰۲.
5. ↑  «تلخ‌ترین خاطره زندگی مربی پرافتخار فوتبال». ورزش سه. دریافت‌شده در ۲۰۲۳-۰۷-۱۹.
6. ↑  «استقلالی‌ام اما علی پروین را دوست دارم!». خبرآنلاین. ۲۰۲۲-۰۹-۰۳. دریافت‌شده در ۲۰۲۳-۰۷-۱۹.
7. ↑  «روایت تکان‌دهنده از پرافتخارترین مربی فوتبال ایران؛ مرضیه جعفری». فوتبال 360. دریافت‌شده در ۲۰۲۳-۰۷-۱۹.